# Zee Cine Award/Beste Playbacksängerin
Der Zee Cine Award Best Playback Singer - Female (englisch) ist eine Kategorie des indischen Filmpreises Zee Cine Award.
Der Zee Cine Award Best Playback Singer - Female wird von der Jury gewählt und bei der Verleihung im März bekanntgegeben.
Die Sängerin Alka Yagnik hat den Award zum dritten Mal gewonnen.
Liste der Gewinner:
| Jahr | Playbacksängerin                   | Film – Song                                   | Deutscher Titel                                          |
| ---- | ---------------------------------- | --------------------------------------------- | -------------------------------------------------------- |
| 1998 | Lata Mangeshkar                    | Dil To Pagal Hai – Dil To Pagal Hai           | Dil To Pagal Hai – Mein Herz spielt verrückt             |
| 1999 | Alka Yagnik                        | Kuch Kuch Hota Hai – Kuch Kuch Hota Hai       | Kuch Kuch Hota Hai – Und ganz plötzlich ist es Liebe     |
| 2000 | Kavita Krishnamurti                | Hum Dil De Chuke Sanam – Nimbooda             | Ich gab Dir mein Herz, Geliebter                         |
| 2001 | Alka Yagnik                        | Kaho Naa... Pyaar Hai – Kaho Naa... Pyaar Hai | Kaho Naa ... Pyaar Hai – Liebe aus heiterem Himmel       |
| 2002 | Asha Bhosle                        | Lagaan – Radha Kaisa Na Jale                  | Lagaan – Es war einmal in Indien                         |
| 2003 | Shreya Ghoshal Kavita Krishnamurti | Devdas – Dola Re                              | Devdas – Flamme unserer Liebe                            |
| 2004 | Sadhana Sargam                     | Kuch Naa Kaho – Kuch Naa Kaho                 | Erzähl mir nichts von Liebe                              |
| 2005 | Sunidhi Chauhan                    | Dhoom – Dhoom Macha Le                        | Dhoom! – Die Jagd beginnt                                |
| 2006 | Shreya Ghoshal                     | Parineeta – Piyu Bole                         | Parineeta – Das Mädchen aus Nachbars Garten              |
| 2007 | Alka Yagnik                        | Kabhi Alvida Naa Kehna – Tumhi Dekho Naa      | Kabhi Alvida Naa Kehna – Bis dass das Glück uns scheidet |
| 2008 | Shreya Ghoshal                     | Guru – Barso Re                               | Guru                                                     |
| 2009 | kein Preis                         |                                               |                                                          |
| 2010 | kein Preis                         |                                               |                                                          |
| 2011 | Richa Sharma                       | My Name Is Khan – Sajda                       | My Name Is Khan                                          |
| 2012 | Shreya Ghoshal                     | Shor in the City – Saibo                      | —                                                        |
| 2013 | Shreya Ghoshal                     | Jab Tak Hai Jaan – Saans                      | Solang ich lebe – Jab Tak Hai Jaan                       |
| 2014 | Shreya Ghoshal                     | Aashiqui 2 – Sunn Raha Hai                    | —                                                        |
| 2015 |                                    |                                               |                                                          |
| 2016 | Shreya Ghoshal                     | Bajirao Mastani                               | Bajirao & Mastani – Eine unsterbliche Liebe              |